# Sebastian Zauner
Sebastian Zauner (* 4. Oktober 1994 in Berchtesgaden) ist ein deutsch-österreichischer Eishockeyspieler, der seit Juli 2025 beim EK Zell am See aus der Alps Hockey League unter Vertrag steht und dort auf der Position des Verteidigers spielt. Zuvor war Zauner unter anderem insgesamt neun Spielzeiten für die Dresdner Eislöwen sowie Lausitzer Füchse in der DEL2 aktiv und verbrachte zwei Jahre beim EC VSV in der ICE Hockey League.

## Karriere
Sebastian Zauner stammt aus dem Nachwuchsbereich des EV Berchtesgaden und wechselte im Sommer 2010 an die von der Red Bull GmbH unterstützte Hockey Akademie ins benachbarte Salzburg. Dort durchlief er die U18- und U20-Mannschaften und spielte für diese unter anderem in der Molodjoschnaja Chokkeinaja Liga (MHL), der Erste Bank Young Stars League (EBYSL) und der U20-Bundesliga.
Im Dezember 2014 verließ er die Nachwuchsorganisation des EC Red Bull Salzburg und wurde von den Dresdner Eislöwen aus der DEL2 verpflichtet, bei denen er sich in den folgenden Jahren zum Stammspieler entwickelte. Nach sechs Jahren in Dresden und über 300 DEL2-Spielen für die Eislöwen verließ Zauner den Klub im April 2020 und wurde vom EC VSV aus der ICE Hockey League unter Vertrag genommen. Nach zwei Jahren in Villach wechselte er im Juli 2022 zurück in die DEL2 zu den Lausitzer Füchsen. Zauner spielte drei Jahre für den sächsischen Zweitligisten, ehe der Verteidiger im Sommer 2025 zum EK Zell am See aus der Alps Hockey League wechselte.

## Karrierestatistik
Stand: Ende der Saison 2024/25
(Legende zur Spielerstatistik: Sp oder GP = absolvierte Spiele; T oder G = erzielte Tore; V oder A = erzielte Assists; Pkt oder Pts = erzielte Scorerpunkte; SM oder PIM = erhaltene Strafminuten; +/− = Plus/Minus-Bilanz; PP = erzielte Überzahltore; SH = erzielte Unterzahltore; GW = erzielte Siegtore; 1 Play-downs/Relegation; Kursiv: Statistik nicht vollständig)